# Andromèdids
Els Andromèdids és una pluja d'estels associada amb el cometa Biela, les pluges que es produeixen quan la Terra passa per antics corrents deixats per la cua del cometa. Es va observar que el cometa s'havia trencat el 1846; una major deriva dels trossos el 1852 suggereix que el moment de la ruptura va ser el 1842 o principis de 1843, quan el cometa estava prop de Júpiter. La ruptura va provocar pluges especialment espectaculars en cicles posteriors (sobretot el 1872 i el 1885).
A principis del segle xix, abans de la ruptura del cometa Biela, el radiant estava a Cassiopea. Al segle passat, el radiant de la pluja de meteors més feble moderna es troba generalment a la constel·lació d'Andròmeda, com indica el nom de la pluja, però a causa de la seva edat i difusivitat, els meteors poden semblar que provenen de les constel·lacions veïnes, com Peixos, Triangle i Cassiopea.

## Aparicions històriques
El primer albirament conegut dels Andròmèdides va ser el 6 de desembre de 1741, a Sant Petersburg, Rússia. Es van observar més pluges fortes el 1798, 1825, 1830, 1838 i 1847. Els Andròmèdids van produir exhibicions espectaculars de diversos milers de meteors per hora el 1872 i 1885, com a resultat de la travessa de la Terra pel corrent de runa del cometa. Schmidt, observant des d'Atenes, va dir que la pluja de 1872 consistia principalment en meteors febles (de 5a a 6a magnitud) amb trens "amples i semblants al fum" i una coloració predominantment ataronjada o vermellosa. A Anglaterra, Lowe va estimar que la mateixa pluja produïa almenys 58.600 meteors visibles entre les 17.50 i les 22.30, va observar que els meteors eren molt més lents que les Leònides i va observar sorolls "com a trets molt llunyans" diverses vegades al nord-oest. A Birmània, la pluja de 1885 va ser percebuda com un presagi fatídic i va ser seguida ràpidament pel col·lapse de la dinastia Konbaung i la conquesta per part de Gran Bretanya.
La pluja del 27 de novembre de 1885 va ser l'ocasió de la primera fotografia coneguda d'un meteor, presa per l'astrònom austrohongarès Ladislaus Weinek, que va captar un rastre de 7 mm de llarg en una placa a la seva estació d'observació de Praga.

## Activitat actual
Des del segle xix, els Andròmèdids s'han esvaït tan substancialment que ja no són visibles a simple vista, encara que una mica d'activitat encara s'observa cada any a mitjans de novembre amb l'equip de detecció adequat. En els últims anys, l'activitat màxima havia estat de menys de tres meteors per hora, al voltant del 9 al 14 de novembre. L'activitat andromèdica de novembre prové de les corrents més noves, mentre que la de principis de desembre prové de la més antiga.
El 4 de desembre de 2011, sis estacions de radar canadenques van detectar 50 meteors en una hora. L'activitat probablement va ser del rierol de 1649. El 8 de desembre de 2013, l'especialista en meteorits Peter Brown va informar que el radar d'òrbita de meteorits canadenc havia registrat un esclat dels meteorits Andromedid en les últimes 24 hores. Els científics van postular un retorn una mica més feble el 2018, però un rendiment de fins a 200 meteors per hora el 2023. Les dades del radar d'òrbita de meteorits canadencs (CMOR) també van detectar un pic de 30 meteors per hora a 27 de novembre de 2008.
Durant la pluja de 2012 es va produir un màxim discret el 9 de novembre.